# Hideyuki Hirayama
Hideyuki Hirayama (平山秀幸, Hirayama Hideyuki) est un réalisateur japonais né le 18 septembre 1950 à Kitakyūshū.

## Biographie
Hideyuki Hirayama fait ses études à l'université Nihon.

## Filmographie partielle
- 1990 : Maria no ibukuro (en) (マリアの胃袋?)
- 1992 : Za chūgaku kyōshi (ja) (ザ・中学教師?)
- 1995 : Gakkō no kaidan (学校の怪談?)
- 1996 : Gakkō no kaidan 2 (en) (学校の怪談２?)
- 1998 : Ai o kō hito (愛を乞うひと?)
- 2001 : Turn (ja) (ターン, Tān?)
- 2002 : Warau kaeru (ja) (笑う蛙?)
- 2002 : Out (アウト?)
- 2003 : Samurai Resurrection (魔界転生, Makai tenshō?)
- 2004 : Lady Joker (ja) (レディ・ジョーカー, Redi jōkā?)
- 2007 : Shaberedomo shaberedomo (ja) (しゃべれどもしゃべれども?)
- 2007 : Yajikita dōchū: Teresuko (ja) (やじきた道中 てれすこ?)
- 2010 : Hisshiken torisashi (ja) (必死剣 鳥刺し?)
- 2010 : Forget Me Not (en) (信さん・炭坑町のセレナーデ, Shin-san tankōmachi no serenāde?)[1]
- 2011 : 1945: End of War (太平洋の奇跡 -フォックスと呼ばれた男-, Taiheiyou no kiseki: Fokkusu to yobareta otoko?)
- 2016 : Everesuto kamigami no itadaki (エヴェレスト 神々の山嶺?)
- 2019 : Family of Strangers (閉鎖病棟 それぞれの朝, Heisa byōtō: Sorezore no asa?)[2]
- 2022 : Tsuyukusa (ja) (ツユクサ?)

## Distinctions
Sauf indication contraire, les informations mentionnées dans cette section peuvent être confirmées par la base de données cinématographiques IMDb,  présente dans la section « Liens externes ».

### Récompenses
- 1992 : prix du nouveau réalisateur de la Directors Guild of Japan pour Za chūgaku kyōshi[3]
- 1993 : Japanese Professional Movie Award du meilleur réalisateur pour Za chūgaku kyōshi[4]
- 1998 : prix FIPRESCI du Festival des films du monde de Montréal pour Ai o kō hito[5]
- 1998 : Nikkan Sports Film Award du meilleur réalisateur pour Ai o kō hito[6]
- 1999 : Japan Academy Prize du meilleur réalisateur et du meilleur film pour Ai o kō hito[7]
- 1999 : prix Mainichi du meilleur réalisateur et du meilleur film pour Ai o kō hito[8]
- 2001 : prix du meilleur réalisateur au Festival international du film fantastique de Puchon pour Tān
- 2003 : prix Mainichi du meilleur réalisateur pour Warau kaeru et Out[9]
- 2003 : prix du meilleur réalisateur au Festival du film de Yokohama pour Warau kaeru et Out
- 2010 : prix Nikon de la plus belle image et prix du public au Festival du cinéma japonais contemporain Kinotayo pour Forget Me Not[10]

### Sélections et nominations
- 1998 : en compétition pour le Grand prix des Amériques au Festival des films du monde de Montréal avec Ai o kō hito
- 2003 : prix du meilleur réalisateur pour Out aux Japan Academy Prize[11]
- 2010 : en compétition pour le Grand prix des Amériques au Festival des films du monde de Montréal avec Hisshiken torisashi
- 2020 : prix du meilleur réalisateur et du meilleur scénario pour Family of Strangers aux Japan Academy Prize[12]